# Prokaryoter
Prokaryoter (Prokaryota, Prokaryotae, Procaryota, Procaryotae eller Monera) är en taxonomisk grupp för encelliga organismer som saknar en cellkärna med kärnmembran, dit bland annat bakterier hör. Prokaryoter ställs i kontrast till eukaryoter och har två undertyper: eubakterier och arkéer.
Prokaryota celler skiljer sig från eukaryota i flera avseenden. Prokaryoten saknar cellkärna (och således kärnmembran) och har sitt DNA i form av en långsmal tråd i cellens cytosol (denna region kallas nukleoid). Vidare saknar prokaryoter egentliga intracellulära organeller (såsom det endoplasmatiska nätverket, Golgiapparaten, mitokondrier, lysosomer och vakuol, vilka finns hos eukaryoter). Prokaryota celler har dock ribosomer. Prokaryoter har ofta en kapsel som består av ett kolhydratskikt som omger cellen och skyddar den mot omgivningen. Prokaryota celler har även plasmider, som innehåller ett tiotal gener. Donatorcellen bildar en pilus på sin yta, som därefter ansluts till mottagaren. En kopia av plasmid-DNA förs genom pilus över till recipienten. Hos bakterier kallas detta konjugation.Flageller, fimbrier och pili är tre andra vanliga komponenter; dessa är former av utskott från prokaryoten bestående av protein. Flageller ökar cellens mobilitet, fimbrier gör det möjligt för cellen att fästa sig vid vävnad.
Prokaryoter kan vara autotrofa (fotoautotrofa), heterotrofa eller kemoautotrofa. I det senare fallet både genom fotosyntes och syntes med oorganiska kemiska ämnen. Fortplantning sker genom asexuell celldelning.

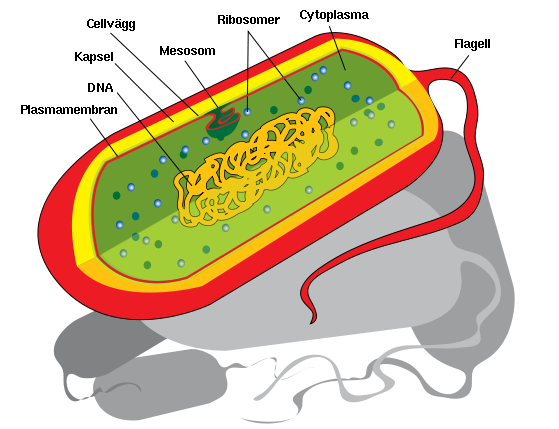
Schematisk bild av en typisk prokaryot cell.

## Historia
Liv har funnits på jorden i ungefär 3-4 miljarder år. Under den första hälften av denna period var prokaryota celler (bakterier) de enda levande organismerna på jorden.

## Egenskaper
Vidare egenskaper hos prokaryoter:
- De flesta prokaryoter har en cellvägg (dock finns undantag, till exempel mykoplasma). Cellväggens kemiska struktur är uppbyggd som en polymer bestående av peptider som alterneras med mindre kolhydratgrupper. Cellväggen utgör en barriär mot framförallt osmos som annars riskerar att spränga cellen, eftersom den intracellulära miljön har en högre koncentration av partiklar i förhållande till den yttre miljön. Dock förekommer cellväggar hos vissa eukaryota växtceller och svampar, men sammansättningen är olika.
- Kromosom - den prokaryota cellen har vanligtvis[3] en kromosom som är cirkulär och dess genom består sålunda inte av flera linjära kromosomer som är fallet hos eukaryoter.[4] Prokaryoter har dessutom ofta enbart en enkel kromosom och inte kromosompar. Det är även vanligt att prokaryoter är bärare av mindre cirkulära DNA-molekyler kallade för plasmider. Sådana plasmider innehåller ofta enbart någon enstaka gen och kan överföras bakterier emellan.
- Celldelning utan mitos (istället binär fission).
- Mindre ribosomer än hos eukaryoter.
- Saknar cellulosa i cellväggarna.
- Mesosomen - anses vara en biprodukt av en kemisk fixeringsmetod för att förbereda prover för undersökning med elektronmikroskop.

## Skillnader mellan Bacteria och Archaea
Uppdelningen av prokaryoter i två domäner, Bacteria och Archaea, föreslogs 1990. Anledningen är att dessa skiljer sig lika mycket från varandra som från eukaryoter.
Archaea har:
- Förekomst av introner
- Membranlipider - grenad kolkedja eterbindning
- Deras rRNA liknar eukaryoters
- RNA-polymeras: mer komplexa

Bacteria har:
- Antibiotikakänslighet
- Murein i cellväggen
- Membranlipider - ogrenad kolkedja, esterbindning
- RNA-polymeras är relativt små och enkla.